# Yousef Seyedi
Yousef Seyedi (tiếng Ba Tư: یوسف سیدی); là một tiền đạo bóng đá người Iran hiện tại thi đấu cho câu lạc bộ Iran Gostaresh Foolad ở Persian Gulf League.

## Sự nghiệp câu lạc bộ

### Những năm đầu
Seyedi bắt đầu sự nghiệp với Zob Ahan Ardabil từ các cấp độ trẻ.

### Gostaresh Foolad
Anh gia nhập Gostaresh Foolad vào tháng 11 năm 2013. Anh có màn ra mắt cho Gostaresh Foolad ngày 31 tháng 10 năm 2014 trước Tractor Sazi thay cho Meysam Naghizadeh.

## Thống kê sự nghiệp câu lạc bộ
Tính đến 11 tháng 12 năm 2014.
| Câu lạc bộ          | Hạng đấu            | Mùa giải            | Giải vô địch | Giải vô địch | Cúp Hazfi | Cúp Hazfi | Châu Á  | Châu Á    | Tổng    | Tổng      |
| Câu lạc bộ          | Hạng đấu            | Mùa giải            | Số trận      | Bàn thắng    | Số trận   | Bàn thắng | Số trận | Bàn thắng | Số trận | Bàn thắng |
| ------------------- | ------------------- | ------------------- | ------------ | ------------ | --------- | --------- | ------- | --------- | ------- | --------- |
| Gostaresh Foolad    | Pro League          | 2013–14             | 0            | 0            | 0         | 0         | –       | –         | 0       | 0         |
| Gostaresh Foolad    | Pro League          | 2014–15             | 3            | 0            | 1         | 0         | –       | –         | 4       | 0         |
| Tổng cộng sự nghiệp | Tổng cộng sự nghiệp | Tổng cộng sự nghiệp | 3            | 0            | 1         | 0         | 0       | 0         | 4       | 0         |

## Sự nghiệp quốc tế

### U17
Anh là một phần của Iran U–17 ở 2012 Giải vô địch bóng đá U-16 châu Á và 2013 Giải vô địch bóng đá U-17 thế giới.

### U20
Anh được triệu tập vào U-20 Iran bởi Ali Dousti Mehr để chuẩn bị cho Giải vô địch bóng đá U-19 châu Á 2014.